# Riserva naturale regionale Monterano
La riserva naturale regionale Monterano è un'area naturale protetta situata nel comune di Canale Monterano, in provincia di Roma. La gestione dell'area protetta è affidata al comune di Canale Monterano, in qualità di ente gestore. L'area protetta conserva un variegato patrimonio archeologico, naturale, etnografico e cinematografico.

## Storia
La riserva venne istituita con la legge regionale n.79 del 2 dicembre 1988 a tutela di un territorio di circa 900 ettari. Era in origine classificata secondo una tipologia oggi non più in vigore, ovvero, come "parziale" a significare la preponderanza data alla tutela di certi particolari valori del territorio. Ad oggi il territorio della riserva si estende per 1.082 ettari circa a seguito di un ampliamento realizzato con la legge regionale n.62/93 della regione Lazio per la tutela delle zone umide (ZU).

## Territorio
La riserva costituisce un particolare connubio tra aspetti geologici, floristici, faunistici e presenze storiche. I resti sepolcrali etruschi, le rovine dell'antico abitato Monterano, il convento e chiesa di San Bonaventura sono immersi in un paesaggio di grande suggestione, le zone collinari sono intervallate da aspri valloni tufacei, modellati nella storia geologica dall'azione erosiva del fiume Mignone (medio corso) e dai suoi affluenti.
L'area protetta si trova tra i Monti della Tolfa e i Monti Sabatini nel territorio del comune di Canale Monterano, a 50 km circa a nord di Roma. Il territorio della riserva segue il corso del fiume Mignone dalla località Sassone (Canale Monterano) fino alla zona tufacea su cui sorge il borgo di Rota nel comune di Tolfa (RM). Il territorio dell'area protetta fa parte del più ampio comprensorio morfologico Tolfetano-Cerite-Manziate e ricade all'interno del Sito di interesse comunitario (SIC) denominato IT6030001 Fiume Mignone-Medio corso.

### Geologia
Nel territorio della riserva affiorano sedimenti calcareo-marnosi (costituiti da argilla e calcare), argille e sabbie di origine marina e depositi di origine vulcanica. La formazione dell'area vulcanica sabatina a cui appartengono le rocce vulcaniche della Riserva appartengono all'attività esplosiva dei vulcani iniziata intorno ai 600.000 anni fa che si concluse 40.000 anni fa.
Di rilievo nella riserva sono gli affioramenti di tufo, una roccia formata per sedimentazione e compattazione di prodotti lancianti violentemente dai vulcani dell'area. È riconoscibile e tipico, il tufo rosso a scorie nere datato tra i 490.000 ed i 430.000 anni fa, costituito da pomice solidificata di colore rosso mattone con la presenza di scorie nere.
Ad oggi, essendo terminata la fase vulcanica, è possibile osservare interessanti fenomeni, che corrispondono a quella che viene considerata fase tardo-magmatica: risalita di acque termominerali, ricche di zolfo, e gas residui che danno luogo ad attività solfatariche. Percorrendo il tratto di sentiero che scende dalla cascata Diosilla, all'incrocio tra il Fosso della Palombara e il torrente Bicione, è osservabile tutto l'anno la sorgente sulfurea. Dalle prime luci della giornata, le nebbie e i vapori della solfatara conferiscono al tratto di sentiero un paesaggio lunare di grande bellezza.

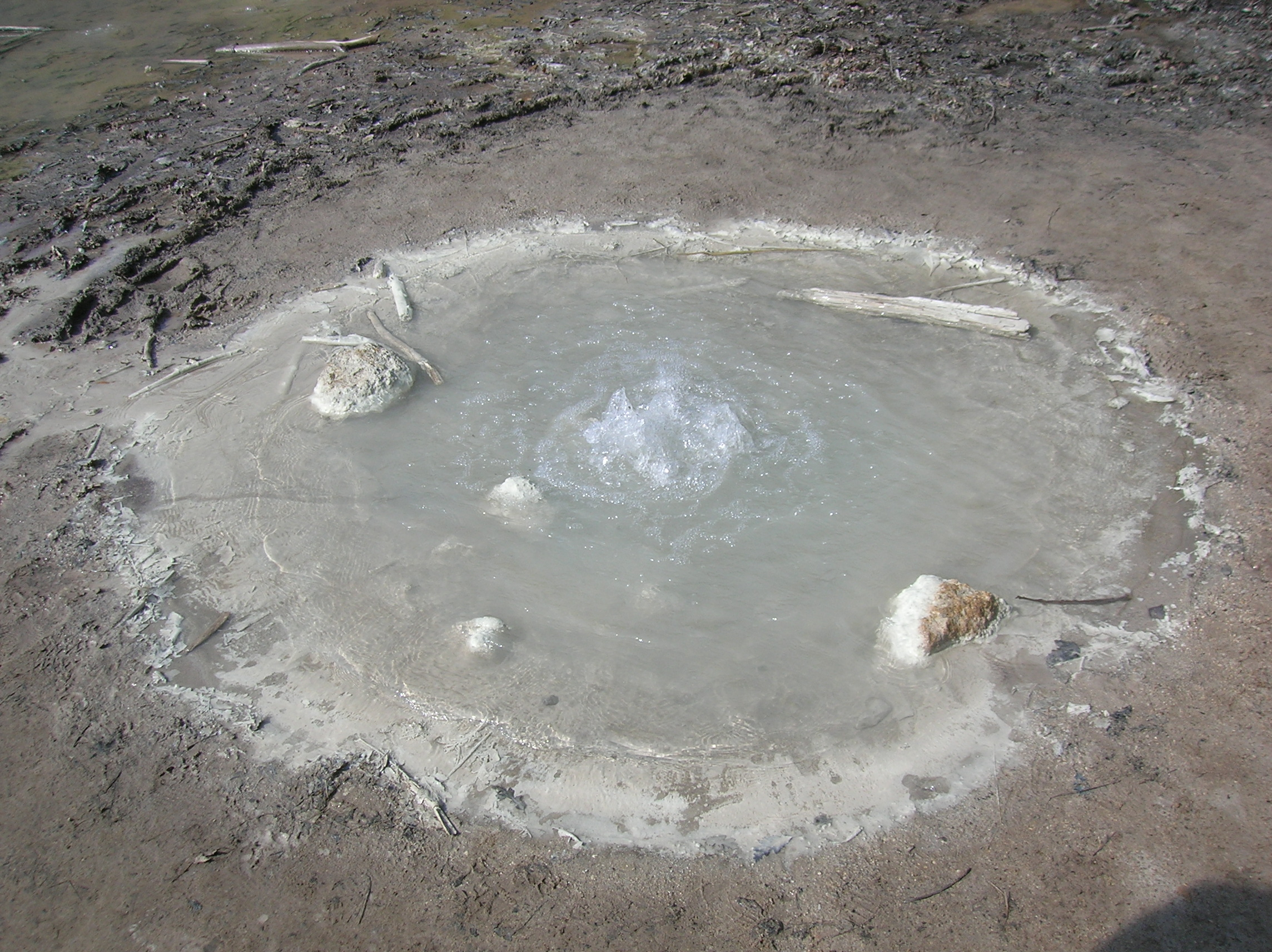
Solfatara di Monterano
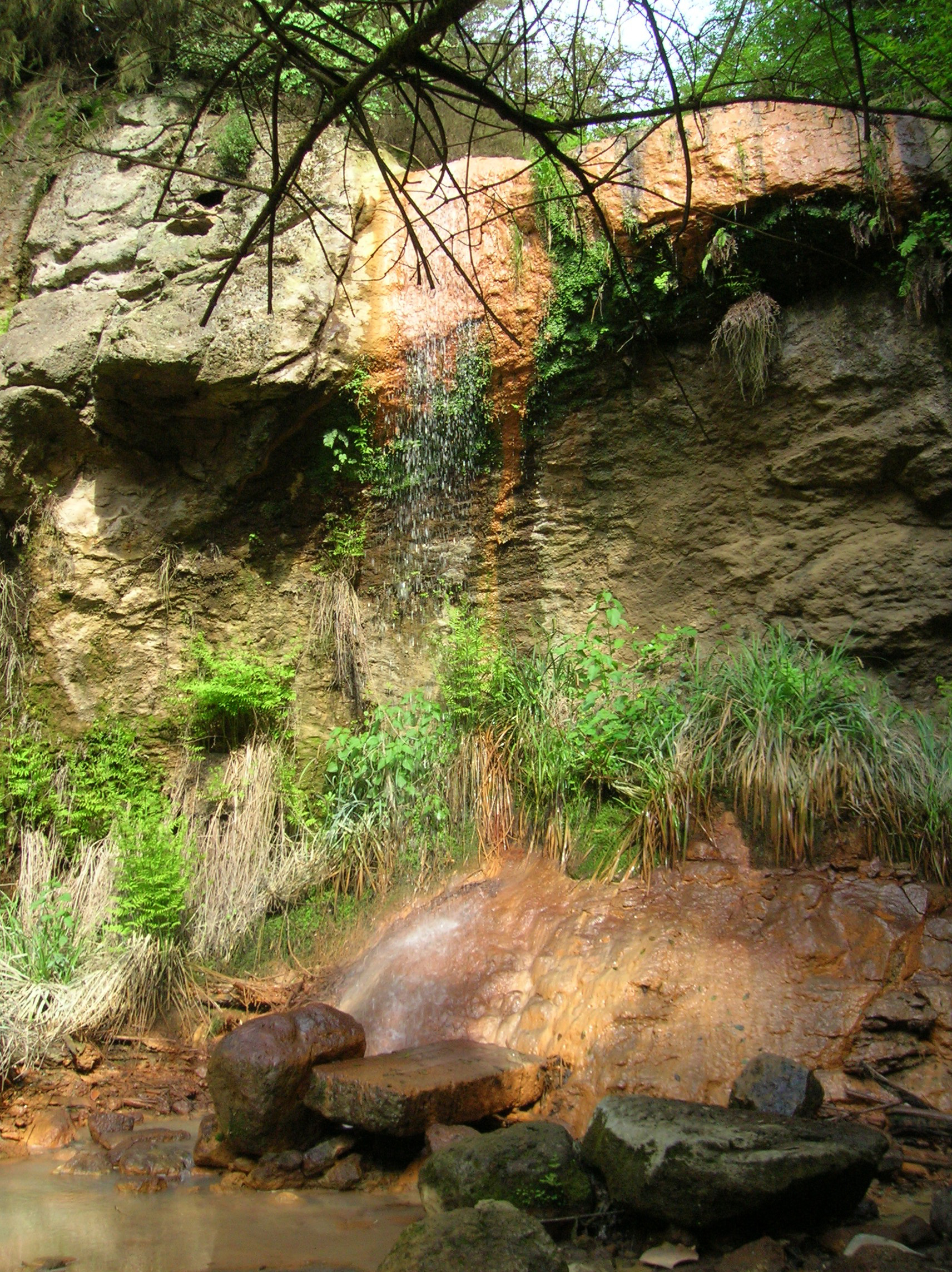
Cascate di Diosilla
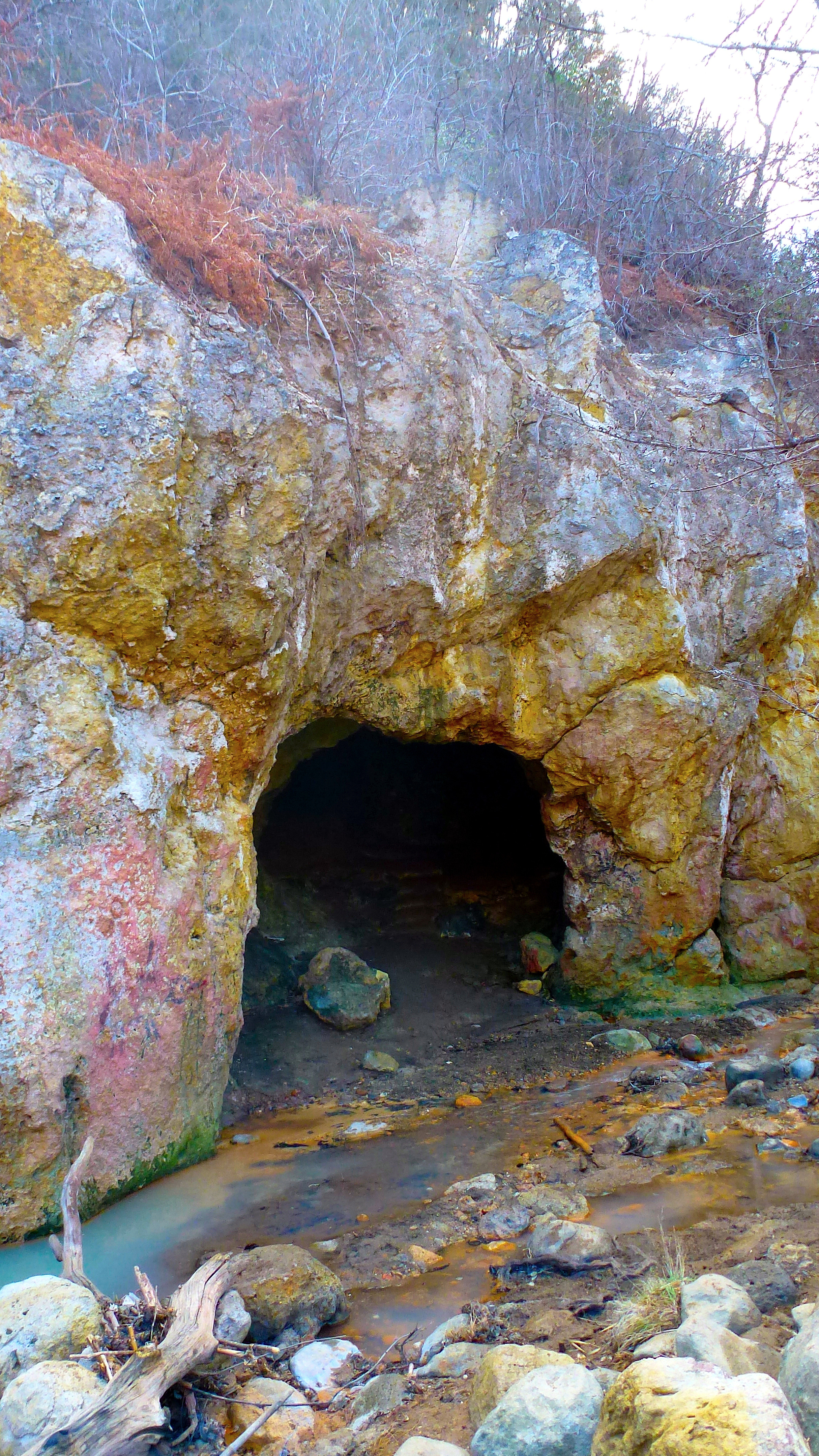
Ingresso miniera di zolfo
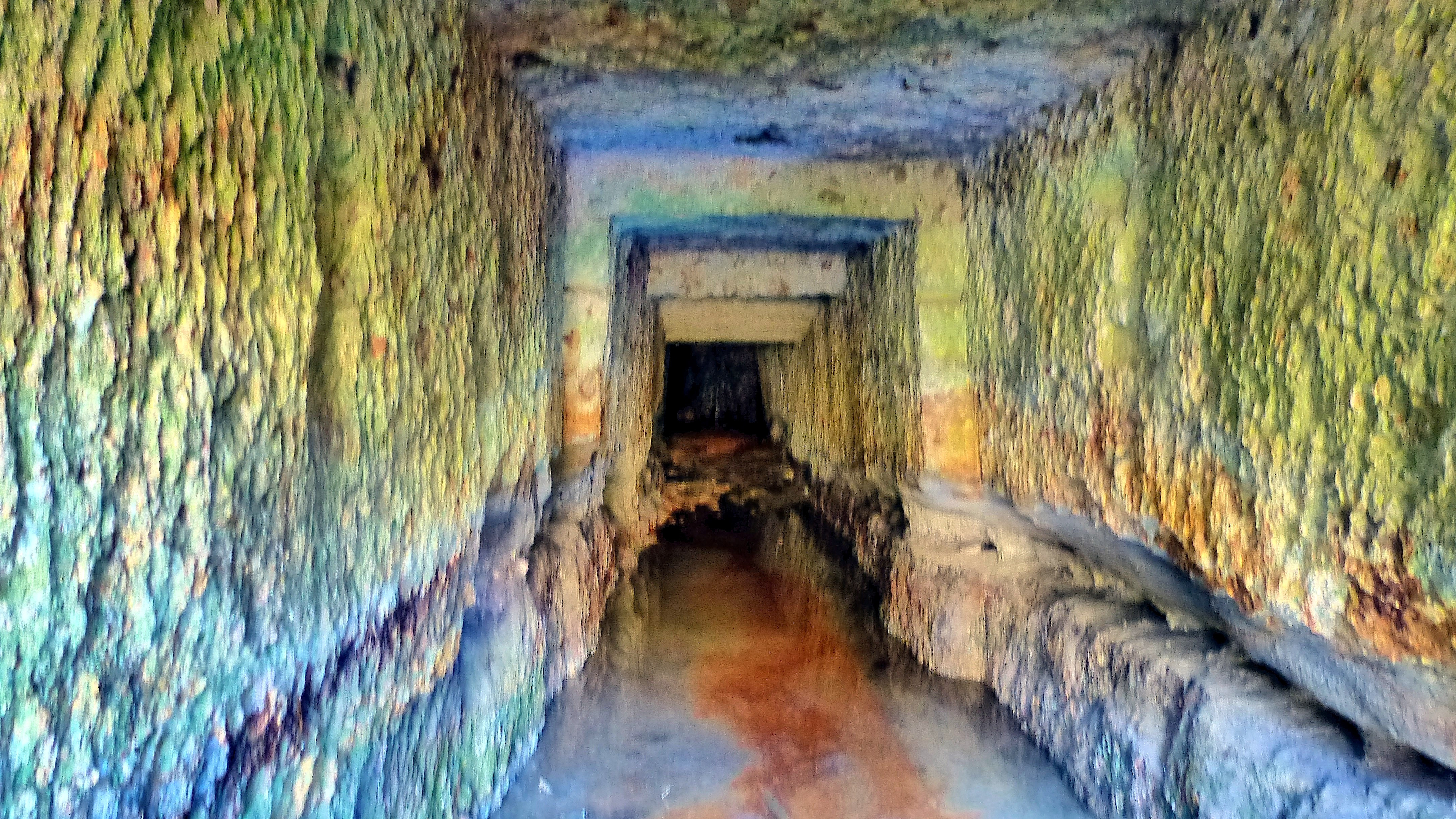
Miniera di zolfo
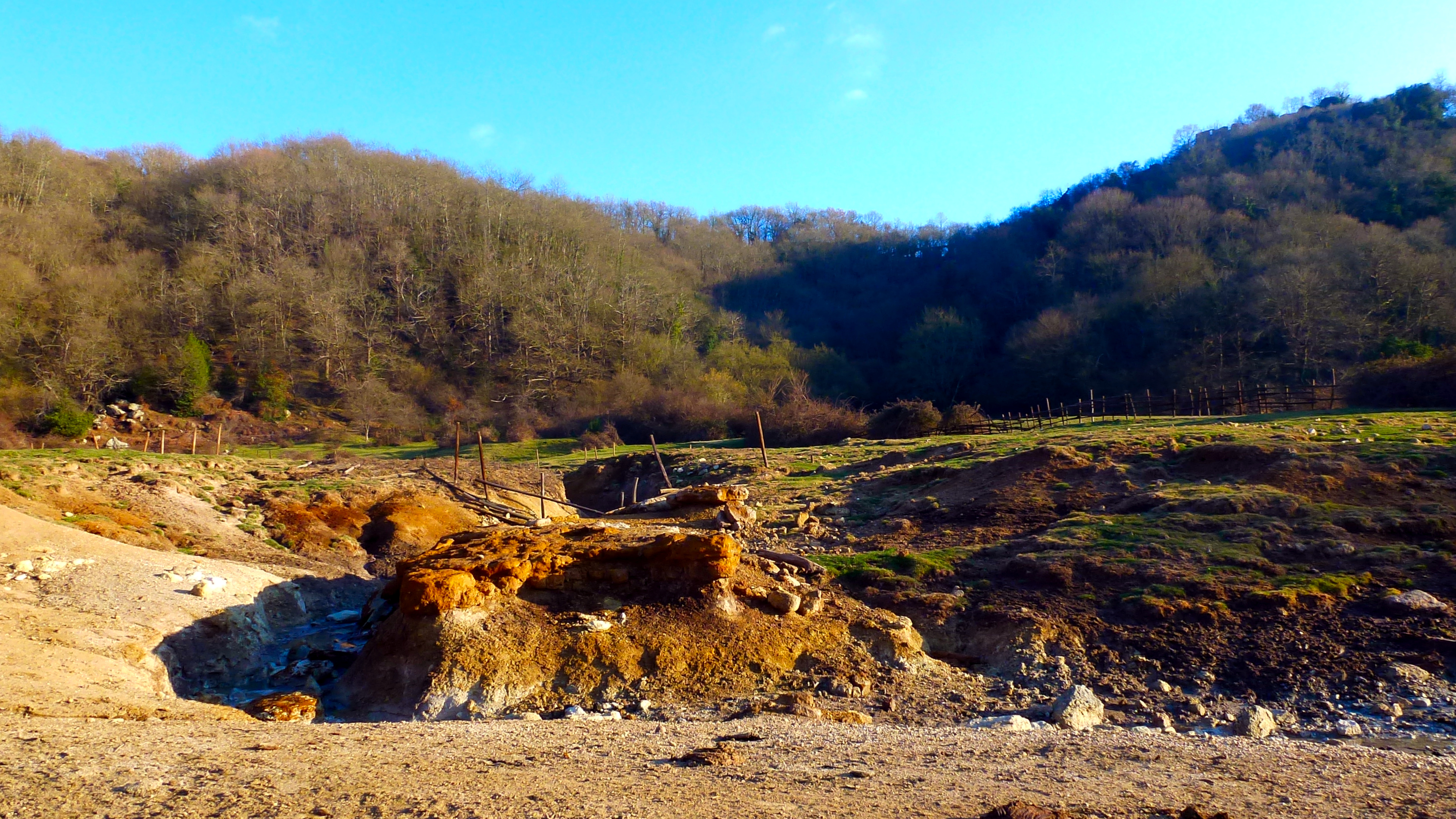
Solfarata
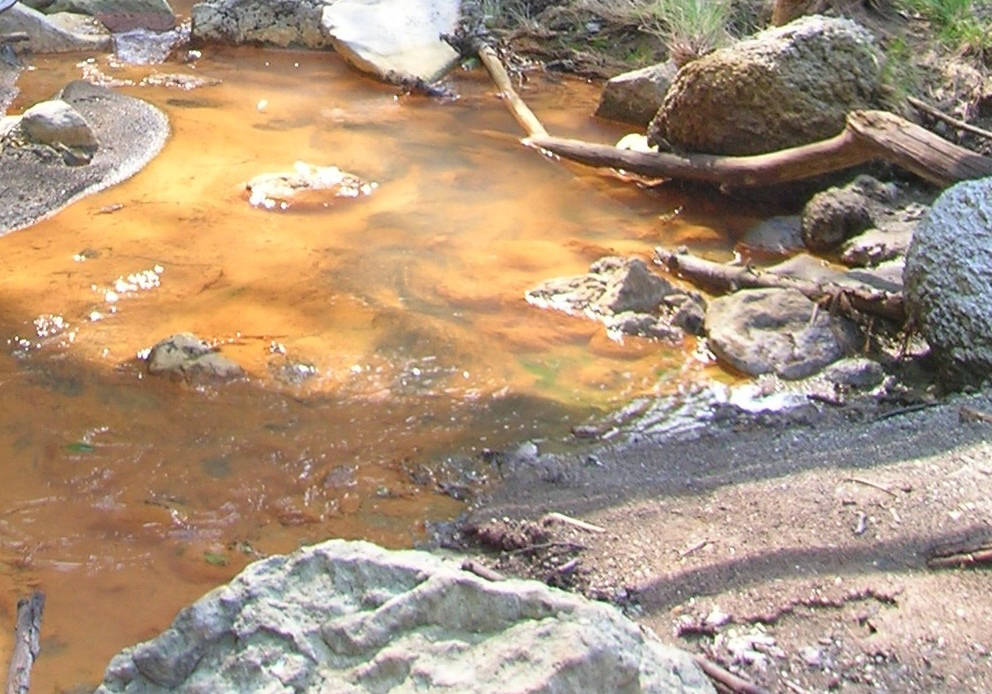
Dettaglio dell'acqua rossa

## Flora
La combinazione del clima e della particolare morfologia del territorio ha dato una significativa influenza alla vegetazione presente nel territorio della riserva. È possibile osservare le seguenti formazioni:
- vegetazione ripariale: lungo i fiumi che scorrono nel territorio della Riserva si osservano le caratteristiche formazioni a galleria di grande valore paesaggistico. Si ritrovano l'ontano nero (Alnus glutinosa), i due salici Salix alba e Salix purpurea, qualche pioppo (Populus alba).
- vegetazione microterma: tipico dell'Area Protetta è l'ambiente delle forre del fiume Mignone, del torrente Bicione. Nelle forre, valli strette e profonde, si verifica il fenomeno inversione termica: procedendo dalla base della forre verso l'alto si ha un aumento della temperatura e una diminuzione dell'umidità, tale variazione è associata la diversa presenza delle piante. Trovano infatti, rifugio nel fondo valle, ambiente fresco e umido, il carpino bianco (Carpinus betulus), qualche esemplare isolato di faggio (Fagus sylvatica), l'acero di monte (Acer pseudoplatanus), l'agrifoglio (Ilex aquifolium), il nocciolo (Corylus avellana). Per tali particolari condizioni microclimatiche anche d'estate è consigliato percorrere i sentieri dell'Area Protetta.
- vegetazione mediterranea: nella zona sommitale delle forre, nei pendii verticali rocciosi comunità di leccio (Quercus ilex), ed altre specie tipiche della lecceta, come l'erica (Erica arborea) e la Fillirea (Phyllirea latifolia).
- vegetazione mesoterma: i prevalenti ambienti forestali sono costituiti dai querceti di cerro (Quercus cerris) su substrati calcarei, su suoli asciutti e debolmente acidi, sia alle quote più elevate delle Riserva che nei greti dei fiumi a contatto con gli ontaneti. Nei lembi più profondi e ricci di suoli si trovano i boschi di rovere (Quercus petraea). Nelle zone più assolate invece, i boschi di roverella (Quercus pubescens).

Accanto a tali tipologie ben riconoscibili, si innestano delle varianti di particolare rarità e pregio per il territorio monteranese:
- vegetazione che orla la bassa scarpata del fiume, in particolare lungo il corso del Lenta con la presenza di Tamarix gallica.
- vegetazione delle sorgenti e delle falde affioranti con vegetazione erbacea a Juncus acutus e Agrostis canina subsp. monteluccii.
- cespuglieti: di grande valore è l'endemico adenocarpo (Adenocarpus complicatus) nei versanti vulcanici più assolati misto alla ginestra dei carbonai (Cytisus scoparius). Al margine dei boschi nei pendii più ripidi le macchie ad erica (Erica arborea). Mentre nei suoli argillosi, dove è frequente il pascolo, si trovano cespiglieti con il prugnolo (Prunus spinosa), il biancospino (Crataegus monogyna), il pero selvatico (Pyrus amygdaliformis), la rosa canina (Rosa canina), l'olmo (Ulmus minor).
- prati igrofili
- prati xerofili
- pascoli: si sussegue da marzo a luglio la fioritura delle Orchidee appartenenti ai generi Orchis spp., Ophrys spp., Serapias spp. dalle più rare Ophrys ciliata, Ophrys tenthredinifera, Dactylorhiza romana alle più comuni Anacamptis pyramidalis.

Di considerevole interesse vegetazionale sono le emergenze floristiche delle felci. In particolare, sono da citare in quanto rare nel Lazio la presenza della Felce florida (Osmunda regalis), insieme alla rara Lonchite minore (Blechnum spicant). Altre felci censite che arricchiscono il sottobosco della forra del torrente Bicione sono la Anogramma leptophylla, la lingua cervina Phyllitis scolopendrium, Polystichum setiferum e Anthyrium filix-foemina.

## Fauna
I numerosi corsi d'acqua, le colline, le grotte, i valloni tufacei, i boschi misti e i pascoli, fa sì che la fauna sia ricca e variegata. A causa dell'impatto antropico non sono presenti grandi predatori, ma la varietà di ambienti della Riserva offre alle specie di animali siti di rifugio e di alimentazione. Sono state censite 142 specie di vertebrati, di cui 24 specie inserite nelle Liste Rosse e negli elenchi di specie di interesse comunitario.

### Avifauna
La comunità ornitica si avvantaggia di particolari zone umide come i laghetti, di origine artificiale, nella zona di Mercareccia (ex cave di tufo) e i corsi d'acqua principali (Mignone e Bicione). Le zone naturalizzate di Mercareccia, ricolononizzate in questi ultimi anni, rappresentano i siti di nidificazione di specie come il tuffetto (Tachybaptus ruficollis) e la gallina d'acqua (Gallinula chloropus), mentre d'inverno è possibile incontrare coppie di folaghe (Fulica atra) in svernamento.
I corsi d'acqua principali (Mignone, Bicione) e secondari (Fosso Palombara, Fosso Rafanello, Fosso Lupo, Lenta) ed il piccolo invaso del Mignone sono prediletti da altre interessanti specie di uccelli: di spettacolare bellezza per i suoi colori il martin pescatore (Alcedo atthis), l'usignolo di fiume (Cettia cetti), le due ballerine bianca (Motacilla alba) e gialla.
Negli ambienti aperti, nei pascoli, negli incolti è possibile osservare un numero interessante di rapaci diurni. Da citare è la presenza del nibbio reale (Milvus milvus), del totale della popolazione stimata in Italia pari 130-150 coppie, nel Lazio si contano 3-5 coppie tutte localizzate sui Monti della Tolfa . Una coppia utilizza il territorio della Riserva come area di caccia, cercando piccoli animali o carcasse. Nel periodo invernale il numero di avvistamenti aumenta poiché migrano dall'Europa centrale per lo svernamento.
Un secondo rapace di grande interesse è il biancone (Circaetus gallicus) che frequenta gli ambienti del Ranco della Bandita, di Poggio Martino, dei laghetti di Mercareccia dove è più facile cacciare i serpenti, base della sua alimentazione. Altri rapaci che frequentano le radure come ambienti di caccia sono state segnalate il gheppio (Falco tinnunculus), la poiana (Buteo buteo), il lodolaio (Falco subbuteo), ed il nibbio bruno (Milvus migrans).
Sempre gli ambienti aperti, ma più aridi, sono caratterizzati dalla presenza di uccelli di dimensioni più piccole, da ricordare per la presenza non frequente la calandrella (Calandrella brachydactyla) e per le colonie variopinte il gruccione (Merops apiaster) che vive nella zona di Mercareccia e lungo le scarpare del Mignone e del Bicione, riconoscibile nel periodo di migrazione dal tipico canto.

### Anfibi
L'ambiente di maggiore interesse per la presenza degli anfibi è il complesso delle forre del Bicione e Fiume Mignone. La loro copertura vegetale costituisce una notevole importanza per le specie presenti, in quanto rappresentano delle vie preferenziali per il passaggio nelle fasi della loro vita. Vi sono nella riserva nove segnalazioni di cui il 30% delle specie sono inserite nella Lista Rossa. La presenza più interessante è la salamandrina dagli occhiali (Salamandrina terdigitata), è l'unica specie di vertebrato terrestre endemico ed unica specie vivente in Italia del suo genere. Tra gli anfibi urodeli da menzionare la presenza del tritone cristato (Triturus cristatus), il comune tritone punteggiato (Triturus vulgaris meridionalis). Gli anuri che frequentano le zone umide delle riserva ricordiamo la presenza della rana verde (Rana esculenta), le rane rosse (Rana dalmatina e Rana italica), più diffuso è il rospo comune (Bufo bufo), mentre è frequente la segnalazione del rospo smeraldino (Bufotes viridis) e della raganella (Hyla intermedia).

## Monumenti naturali e non
- Monterano, il borgo antico abbandonato
- Solfatara di Monterano
- Cascate di Diosilla
- Quercia della Lega (deceduta)
- Fontana del Leone, opera di Gian Lorenzo Bernini

## Accessi
Canale Monterano è tra i comuni dell'area nord della Provincia di Roma che confina con la Provincia di Viterbo, per questo motivo può essere raggiunto percorrendo dei tratti delle strade consolari.
- Da Roma nord-est in auto dal Grande Rarccondo Anulare prendere la SS 2 bis Cassia Veientana fino a Cesano, e proseguire per Osteria Nuova, poi andare in direzione Bracciano. Seguire lungo la Braccianese SP 493 le indicazioni Manziana e di seguito Canale Monterano.
- Da Roma sud-ovest è più facilmente raggiungibile seguendo la SS 1 Via Aurelia o l'autostrada per Civitavecchia e uscire a Cerveteri, per poi seguire in direzione Bracciano e Manziana, per arrivare a Canale Monterano.
- Da Viterbo seguendo la Cassia una volta superata Vetralla si può deviare in direzione Vejano oppure a Capranica alla volta di Oriolo Romano. Dalla cittadina degli Orsini si seguono le indicazioni per Canale Monterano.
- Da Civitavecchia è possibile prendere due strade entrambe molto panoramiche: la prima dal centro della città prendere le indicazioni per Allumiere e Tolfa, fino a Canale Monterano; la seconda giungendo a Santa Marinella, seguire per Santa Severa, poi Furbara e percorrendo la strada del Sasso, arrivare a Manziana, per poi giungere a Canale Monterano.

Con i mezzi pubblici, in treno da Roma e da Viterbo, Canale Monterano è collegato con la ferrovia regionale Roma-Capranica-Viterbo FR3. Occorre scendere alla stazione di Manziana-Canale Monterano e dal punto ferroviario di Manziana proseguire per Canale Monterano con la linea di autobus urbani.

## Curiosità
Il territorio della Riserva a partire dagli anni cinquanta è stato scelto come set per numerosi film, di cui alcuni entrati nella storia del cinema italiano. La scelta dell'antico abitato di Monterano, in particolare la Chiesa di San Bonaventura, i pianori dei prati-pascoli costituirono gli ambienti prediletti da Mario Monicelli per i film Brancaleone alle crociate del 1970 ed Il marchese del Grillo del 1981.
Alcune riprese del film su Gioacchino da Fiore Il Monaco che vinse l'Apocalisse di Jordan River sono state girate sul territorio della Riserva .